# Coca-Cola Blāk
Coca-Cola BlāK е газирана безалкохолна напитка с вкус на кафе, произвеждана от компанията Coca-Cola от 2006 година.
Ниско калоричната напитка започва да се предлага за първи път във Франция. малко по-късно започва да се предлага в САЩ, Канада и други европейски страни (вкл. България).
Напитката се предлага в алуминиева контурна бутилка, с тъмно кафяв или бронзов цвят и капачка с пръстен.